# Tours de Quart
 (août 2024).
Si vous disposez d'ouvrages ou d'articles de référence ou si vous connaissez des sites web de qualité traitant du thème abordé ici, merci de compléter l'article en donnant les références utiles à sa vérifiabilité et en les liant à la section « Notes et références ».

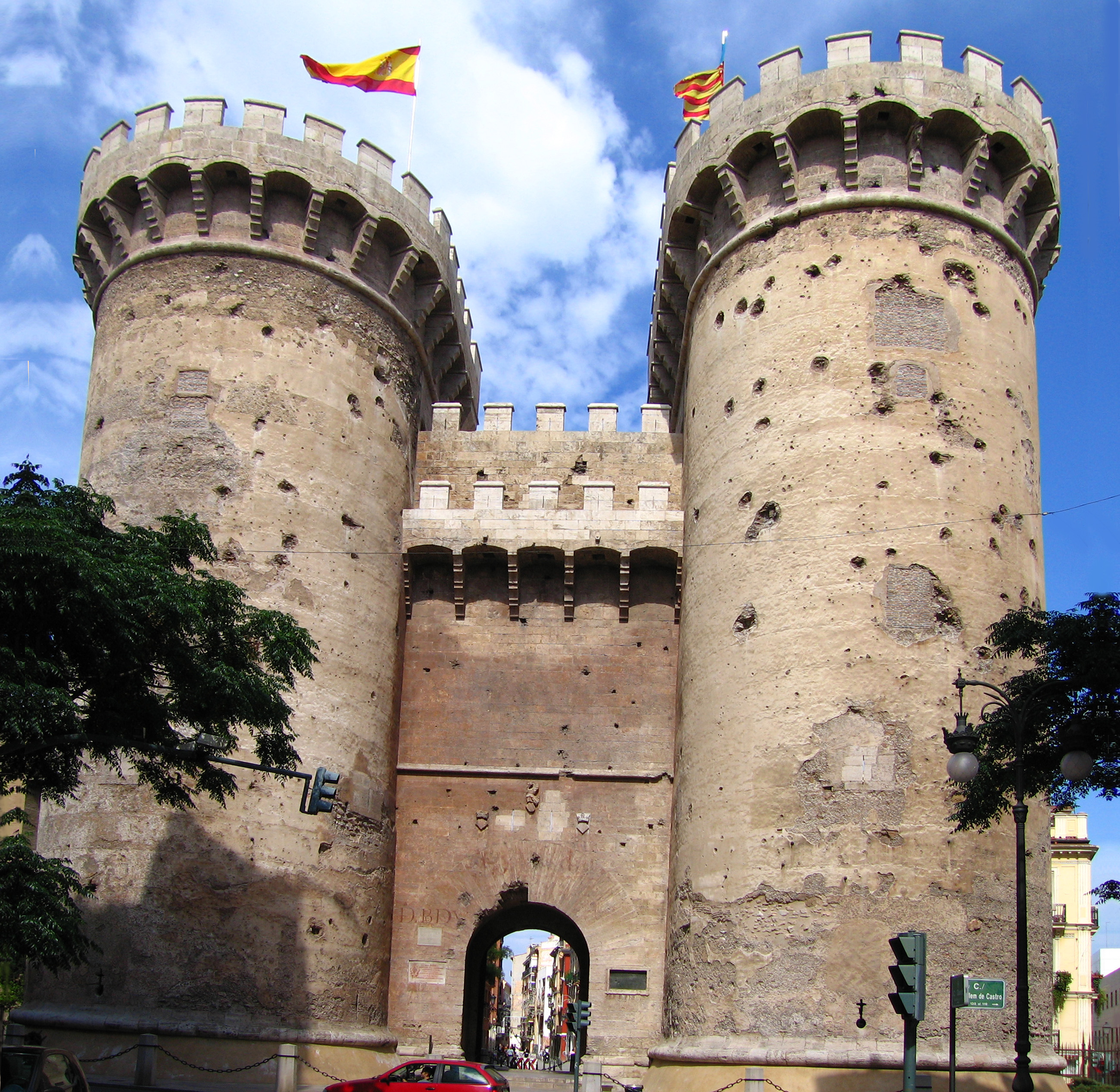
Les Tours de Quart.

Les tours de Quart sont des tours jumelles, qui faisaient partie de la muraille médiévale qui protégeait le centre ancien de la cité de Valence. Elles sont situées au croisement de la rue Guillén de Castro et de la Calle Quart.

## Origine du nom
Les tours de Quart doivent leur nom au fait qu’elles étaient situées sur le chemin qui conduit au centre de la cité, depuis la place de la Vierge où se trouve la cathédrale de Valence, jusqu’au village de Quart de Poblet. Les tours permettaient l’accès ouest du trafic provenant de la Castille. Les tours de Quart se sont également appelées porte ou portal de Cuarte.[réf. nécessaire]

## Histoire des tours de Quart
Les Tours de Quart ont été construites par les mestres en el noble art de la pedra Francesc Baldomar et Pere Compte au XVe siècle, entre les années 1441 et 1460. Pour ces travaux sont également intervenus Tomás Oller et Jaume Pérez. Le style des tours appartient au gothique valencien militaire tardif, imitant les tours ou arc de triomphe du « Castell Nuevo » de Naples, conçus par le Majorquin Segrera et pour lesquels sont intervenus d’autres maîtres de la Couronne d'Aragon quand Naples a été conquise par les troupes d’Alphonse V, le Magnanime.
Ces tours ont dû traverser la guerre de Succession, celle de guerre d’Indépendance contre les Français, la Révolution Cantonale et la guerre civile espagnole. On peut voir encore dans leurs murs épais 132 impacts provoqués par les boulets de canon de la guerre d’Indépendance.
À partir de 1626 et jusqu’au XVIIIe siècle, elles ont abrité la prison des femmes. Jusqu’en 1874, on les appelait les tours de la Chaux parce que la chaux que l’on utilisait pour enduire les maisons de Valence, devait entrer par la porte située entre les deux tours.
En 1931, elles ont été déclarées Monumento Nacional et elles ont été inscrites par la loi du 16/1985 au Patrimonio Histórico Español.
Les tours de Quart sont les restes de l’ancien rempart médiéval de Valence, comme les tours de Serranos ouvertes vers le nord. Les autres portes de la cité de Valence, étaient les portes (aujourd’hui disparues) de San Vicente au sud et la Puerta del Mar vers l’est ou vers le port. Ces portes ont disparu au XIXe siècle ainsi que le reste de la muraille qui entourait la ciutat vella, ceci afin de donner du travail aux ouvriers en chômage et afin d’agrandir la cité.
À partir de la dernière décennie du XXe siècle, les perroquets et autres oiseaux exotiques échappés à leurs maîtres, ont nidifié et se sont reproduits dans les orifices provoqués par l’artillerie dans leur façade extérieure. Aujourd’hui, au XXIe siècle, les tours de Quart se dressent toujours ; on restaure leur façade extérieure, noircie par les gaz d’échappement du trafic qui emprunte la calle Quart et la Calle Guillén de Castro.

## Structure et style
Les tours de Quart étaient construites en opus caementicium (maçonnerie faite de chaux et pierres mises en forme dans des coffrages). Pour les angles et les arcs, on a utilisé des pierres de taille.  La porte de la cité, faite d’un arc en plein cintre est construite en pierres de taille. Elle abritait autrefois l’ange gardien de la cité et aujourd’hui on y trouve les armes de la ville.
Les tours ont une forme cylindrique du côté extérieur et chanfreinée vers l’intérieur de la muraille, au contraire des tours de Serranos qui sont polygonales. Les tours ont une partie supérieure crénelée, avec une terrasse en pierre de taille. Ces tours défensives n’ont pratiquement pas de décoration. En leur partie la plus basse, elles ont une moulure qui s’achève vers le sol en une paroi verticale en forme de talus incliné.
Dans la partie qui regarde vers l’intérieur de la cité, apparaissent une série de pièces ouvertes, couvertes par des voûtes en croisée d’ogives. Entre les tours, au-dessus de l’arc de la porte, existe un orifice par où l’on pouvait attaquer ceux qui auraient voulu s’emparer de la porte.
La disposition des tours par rapport à l’ancienne muraille est légèrement oblique ou en diagonale, pour s’adapter au tracé de la rue Quart qui n’entrait pas perpendiculairement à la muraille mais en diagonale.